# Lubné
Lubné település Csehországban, a Brno-vidéki járásban. Lubné Katov, Žďárec, Kuřimská Nová Ves, Níhov, Rojetín és Řikonín településekkel határos. Lakosainak száma 49 fő (2024. január 1.).

## Népesség
A település lakosságának változását az alábbi diagram mutatja:
| Lakosok száma | 132  | 155  | 169  | 118  | 74   | 52   | 45   | 48   | 50   | 49   |
|               | 1869 | 1900 | 1921 | 1961 | 1980 | 2011 | 2016 | 2019 | 2021 | 2024 |